# Heinrich Unverhau
Heinrich Unverhau (ur. 26 listopada 1911 w Vienenburgu, data i miejsce śmierci nieznane) – niemiecki muzyk i pielęgniarz, SS-Unterscharführer, uczestnik akcji T4, członek personelu obozów zagłady w Bełżcu i Sobiborze. Po wojnie sądzony w Niemczech Zachodnich w procesach załóg Bełżca i Sobiboru dwukrotnie uniewinniony.

## Życiorys

### Młodość
Urodził się w Vienenburgu. W 1925 roku zaczął terminować na hydraulika, jednakże na skutek wypadku przy pracy stracił wzrok w prawym oku i był zmuszony przerwać naukę. W kolejnych latach utrzymywał się z muzyki. Wkrótce zbliżył się do niemieckiej skrajnej prawicy. W 1932 roku dołączył do orkiestry oddziału Stahlhelmu w Neuruppin. Jesienią następnego roku wstąpił do SA, a w 1937 roku został członkiem NSDAP. W 1934 roku dzięki wstawiennictwu kierownika muzycznego w zakładzie psychiatrycznym w Neuruppin został zatrudniony jako pielęgniarz w szpitalu psychiatrycznym w Teupitz.

### II wojna światowa
Na przełomie 1939/40 roku został przydzielony do personelu akcji T4, czyli tajnego programu eksterminacji osób psychicznie chorych i niepełnosprawnych umysłowo. Służył jako pielęgniarz w „ośrodkach eutanazji” w Grafeneck i Hadamarze. W tym drugim pracował także w sortowni odzieży. Zimą 1941/42 roku w mundurze Organizacji Todta służył na froncie wschodnim (okolice Wiaźmy). Oficjalnie jego zadaniem była opieka nad rannymi żołnierzami.
Podobnie jak wielu innych weteranów akcji T4 został przeniesiony do okupowanej Polski, aby wziąć udział w eksterminacji Żydów. W czerwcu 1942 roku dołączył do załogi obozu zagłady w Bełżcu. Służbę pełnił przede wszystkim w nieczynnej parowozowni położonej poza obszarem obozu ścisłego. Nadzorował tam żydowskie komando, które przeszukiwało i sortowało mienie odebrane ofiarom, po czym przygotowywało je do transportu. Podczas powojennego śledztwa utrzymywał, że nie uczestniczył bezpośrednio w likwidacji żydowskich transportów, aczkolwiek Robert O’Neil twierdzi, że Unverhau był angażowany do tego zadania, gdy liczebność transportów okazywała się tak duża, że każdy esesman był potrzebny w obozie.
W październiku 1942 roku zachorował na tyfus i musiał być hospitalizowany w Lublinie. Jego niesprawne oko zostało wtedy ostatecznie usunięte. Unverhau postanowił wykorzystać tę okazję, aby uzyskać przeniesienie z Bełżca. Zwrócił się z podaniem bezpośrednio do centrali akcji T4 w Berlinie, która jednak była w stanie mu zaoferować jedynie przeniesienie do któregoś z „ośrodków eutanazji” w Rzeszy. Po powrocie do obozu Unverhau został natychmiast wezwany do komendanta Gottlieba Heringa, który udzielił mu ostrej nagany. Owo pominięcie drogi służbowej wprawiło także we wściekłość inspektora obozów akcji „Reinhardt” Christiana Wirtha. Przybył on osobiście do Bełżca i udzielił Unverhauowi reprymendy przed frontem całej obozowej załogi, nie szczędząc mu przy tym najgorszych epitetów i gróźb. Gdy Unverhau usiłował się usprawiedliwić, Wirth brutalnie przerwał mu słowami „zamknij się!” W pewnym momencie zagroził mu także pistoletem. Po tym incydencie Unverhauowi przydzielano szczególnie uciążliwe i upokarzające prace, takie jak sprzątanie latryn i kanałów ściekowych. Nie był to jedyny przypadek, kiedy naraził się kierownictwu obozu. Twierdził, że pewnego razu Hering oskarżył go o sabotaż, gdyż podczas rutynowej kontroli odzieży, którą jego komando przygotowało do wysyłki do Niemiec, znaleziono opaskę z Gwiazdą Dawida i pewną ilość pieniędzy.
W Bełżcu przebywał do lata 1943 roku. Gdy obóz uległ likwidacji, został przeniesiony do ośrodka zagłady w Sobiborze. Odpowiadał za uprzątanie „rozbieralni” w tzw. obozie II, w której Żydzi pozostawiali odzież i przedmioty osobiste przed udaniem się do komór gazowych. Nadzorował także jeden z baraków sortowniczych. Wkrótce do władz niemieckich dotarła informacja, że teren byłego obozu w Bełżcu jest rozkopywany przez miejscową ludność, która poszukuje pożydowskich kosztowności. Unverhau wraz z kilkoma innymi esesmanami i oddziałem ukraińskich strażników został tam wysłany, aby zabezpieczyć teren poobozowy poprzez jego niwelację i zasadzenie młodych drzewek. Później wzniesiono tam jeszcze gospodarstwo rolne, na którym osadzono ukraińskiego strażnika wraz z rodziną. Prace te trwały do końca października 1943 roku. W międzyczasie w Sobiborze doszło do zbrojnego powstania więźniów, w konsekwencji którego kierownictwo akcji „Reinhardt” postanowiło zlikwidować obóz. W listopadzie Unverhau powrócił do Sobiboru, aby również tam pracować przy zacieraniu śladów ludobójstwa. Z zeznań Roberta Jührsa wynika, że aktywnie uczestniczył w egzekucji ostatnich więźniów Sobiboru, których rozstrzelano na przełomie listopada i grudnia 1943 roku.
Po zakończeniu prac likwidacyjnych podobnie jak większość weteranów akcji „Reinhardt” został przeniesiony do Einsatz R operującej na wybrzeżu Adriatyku. Zadaniem tej jednostki była likwidacja miejscowych Żydów oraz walka z jugosłowiańską i włoską partyzantką. W maju 1944 roku został powołany do Wehrmachtu. Dostał się do amerykańskiej, a następnie do francuskiej niewoli.

### Losy powojenne
We wrześniu 1945 roku został zwolniony z obozu jenieckiego. W latach 1947–1949 był sądzony w procesie personelu „ośrodka eutanazji” w Grafeneck. W czasie procesu przyznał, że w latach 1942–1943 pełnił służbę w Bełżcu, zeznanie to zostało jednak zignorowane jako nieistotne dla sprawy. Ostatecznie wyrokiem sądu przysięgłych w Tybindze został uniewinniony. W 1952 roku powrócił do przedwojennych zawodów muzyka i pielęgniarza.
Jako jeden z ośmiu byłych esesmanów zasiadł na ławie oskarżonych w procesie załogi Bełżca. W sierpniu 1963 roku zachodnioniemiecka prokuratura postawiła mu zarzut pomocnictwa w zamordowaniu co najmniej 360 tys. Żydów. W czasie śledztwa utrzymywał, że proces eksterminacji był realizowany zasadniczo rękoma żydowskich więźniów, których pozostawiono przy życiu, aby pracowali w obozowych komandach roboczych. Podobnie jak pozostali oskarżeni nie zaprzeczał swojemu udziałowi w Zagładzie, twierdził natomiast, że działał pod przymusem, nie mając możliwości sprzeciwienia się rozkazom przełożonych lub uzyskania przeniesienia z Bełżca. Argumenty te zostały zaakceptowane przez sąd krajowy w Monachium, który postanowieniem z 30 stycznia 1964 roku umorzył postępowanie przeciwko Unverhauowi i sześciu innym oskarżonym.
Niedługo później ponownie stanął przed sądem, tym razem jako oskarżony w procesie załogi Sobiboru. Został aresztowany w marcu 1964 roku. Akt oskarżenia przeciwko niemu i jedenastu innym esesmanom został wniesiony trzy miesiące później. Postawiono mu zarzut współudziału zamordowaniu co najmniej 72 tys. Żydów. Przyjął tę samą linię obrony, co w przypadku procesu załogi Bełżca, utrzymując, że działał pod przymusem. Na jego korzyść przemówił fakt, iż byli więźniowie Sobiboru nie byli w stanie rozpoznać go na sali sądowej lub jednoznacznie potwierdzić, że osobiście uczestniczył w najcięższych zbrodniach. W konsekwencji wyrokiem sądu krajowego w Hagen z 20 grudnia 1966 roku został uniewinniony.